# تبغبغ

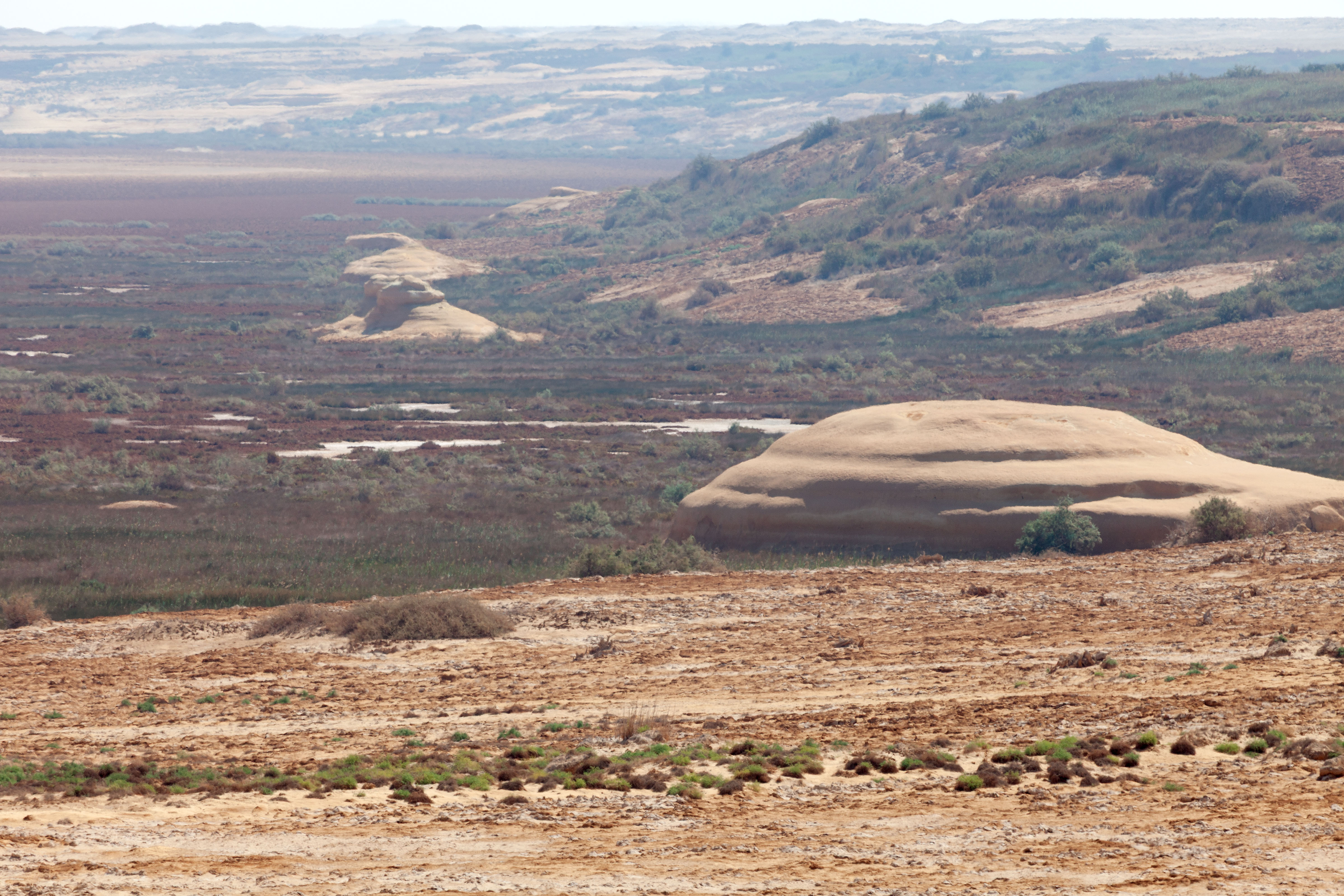
تبغبغ

تَبَغْبَغ أحد مناطق محمية سيوة، تقع في منخفض القطارة، اكتشف فيها متحجرات لكائنات بحرية منها أحد أكبر الحيتان المكتشفة من نوعها.